# Philodendron erubescens
Philodendron erubescens är en kallaväxtart som beskrevs av Karl Heinrich Koch och Augustin. Philodendron erubescens ingår i släktet Philodendron och familjen kallaväxter.
Artens utbredningsområde är Colombia. Inga underarter finns listade.
Växten är mycket omtyckt till följd av dess gröna blad med rosa varigering som väcker intresse hos många krukväxtintresserade. Det är en relativt lättskött växt som tycker om jämn fuktighet i jorden och kräver mycket ljus och rätt genetik för att få mycket rosa på bladen.

## Bildgalleri

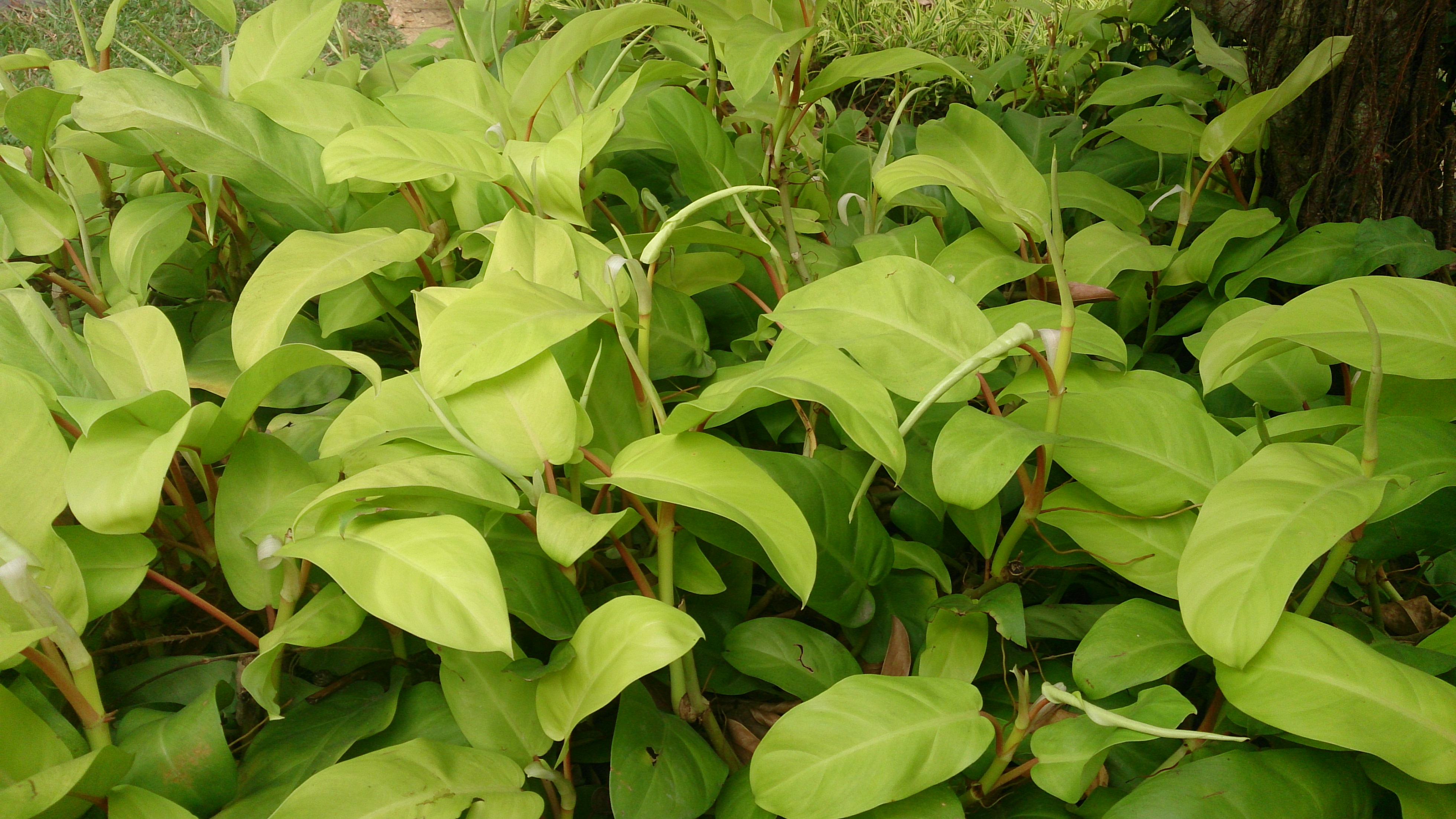
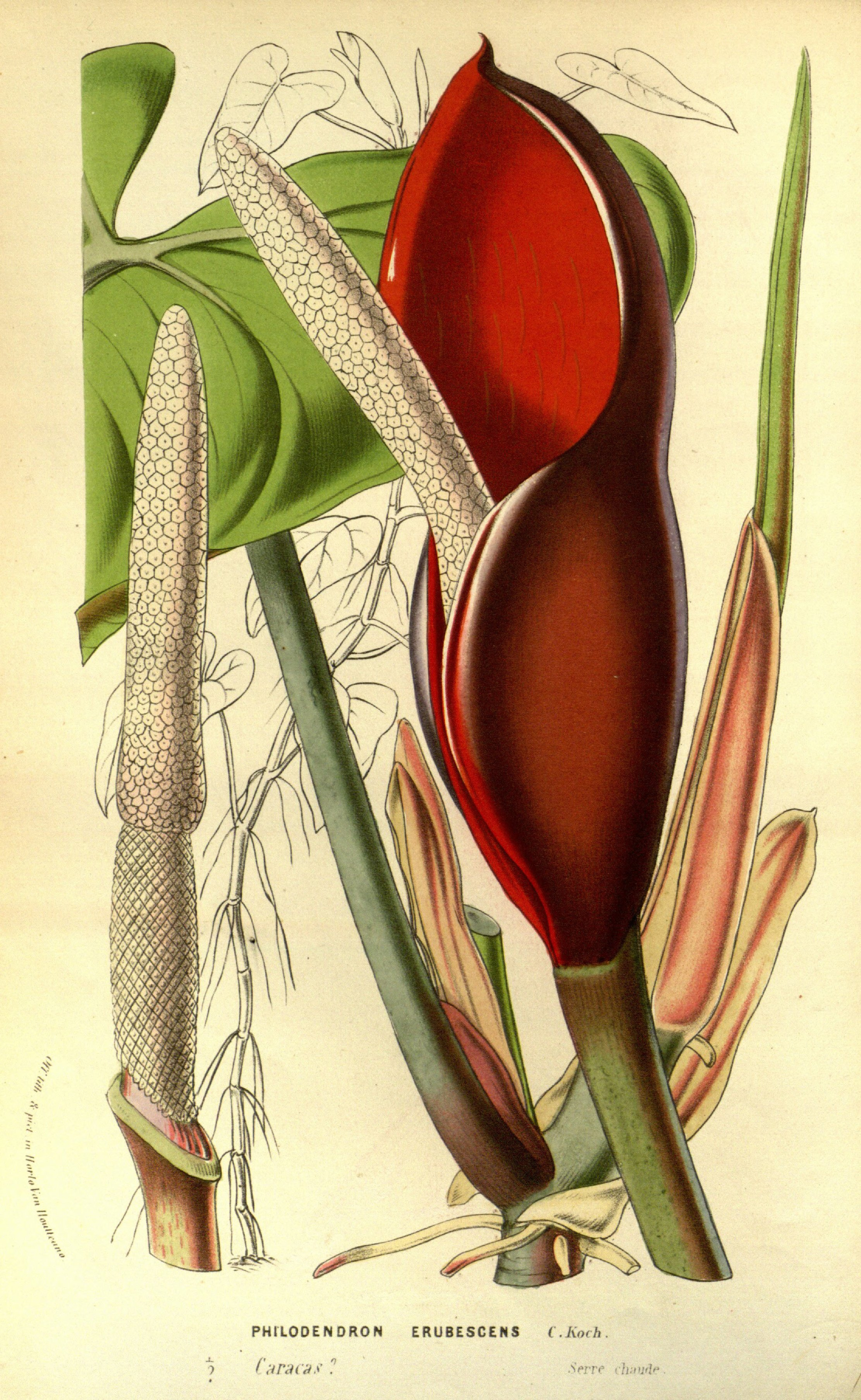